# 广西异木患
广西异木患（学名：Allophylus petelotii）为无患子科异木患属下的一个种。

## 扩展阅读
- 維基物種上的相關：广西异木患